# Chacun pense à soi
Chacun pense à soi (Toda a gente pensa só em si) foi a canção francesa para o Festival Eurovisão da Canção 2005, cantada em Francês por Ortal.
Apesar de a França ter colocado em 15º lugat na edição de 2004, a sua posição como um dos "Big Four" (juntamente com a Espanha, Alemanha e Reino Unido) garantiu uma vaga automática final. Assim, a canção foi a 24ª e última a subir ao palco, a seguir da canção da Letónia ("The War Is Not Over" interpretada por Valters & Kaža).

## Autores
| AUTORES                          |
| -------------------------------- |
| Letrista: Ortal, Saad Tabainet   |
| Compositor: Ortal, Saad Tabainet |

## Letra
A canção é um número up-tempo (com algumas influências do hip-hop), com Ortal dizendo sobre os problemas causados no mundo pelo fato de que todo mundo pensa principalmente de si mesmos. Ela canta que, como resultado, nos esquecemos daqueles que nos amam.

## Charts
| Chart (2005)                                  | Melhor posição |
| --------------------------------------------- | -------------- |
| Ultratop                                      | 47             |
| Syndicat National de l'Édition Phonographique | 52             |